# Resolutie 1661 Veiligheidsraad Verenigde Naties
Resolutie 1661 van de Veiligheidsraad van de Verenigde Naties werd unaniem door de VN-Veiligheidsraad aangenomen op 14 maart 2006 en verlengde de waarnemingsmissie aan de grens tussen Ethiopië en Eritrea met een maand.

## Achtergrond
Na de Tweede Wereldoorlog werd Eritrea bij Ethiopië gevoegd als een federatie. In 1962 maakte keizer Haile Selassie er een provincie van, waarop de Eritrese Onafhankelijkheidsoorlog begon. In 1991 bereikte Eritrea na een volksraadpleging die onafhankelijkheid. Er bleef echter onenigheid over een aantal grensplaatsen.
In 1998 leidde een grensincident tot een oorlog waarbij tienduizenden omkwamen. Pas in 2000 werd een akkoord bereikt en een 25 kilometer brede veiligheidszone ingesteld die door de UNMEE-vredesmacht werd bewaakt. Een gezamenlijke grenscommissie wees onder meer de stad Badme toe aan Eritrea, maar jaren later werd het gebied nog steeds door Ethiopië bezet.

## Inhoud

### Waarnemingen
Blijvende vrede tussen Ethiopië en Eritrea was slechts mogelijk als de grens tussen beide landen volledig werd afgebakend. Beide landen hadden eerder hun akkoord gegeven de beslissing van de grenscommissie met deze taak te zullen aanvaarden.

### Handelingen
Het mandaat van de UNMEE-waarnemingsmacht (in de grensstreek) werd met een maand verlengd tot 15 april. De Veiligheidsraad eiste voorts dat de twee partijen voldeden aan resolutie 1640.

## Verwante resoluties
- Resolutie 1622 Veiligheidsraad Verenigde Naties (2005)
- Resolutie 1640 Veiligheidsraad Verenigde Naties (2005)
- Resolutie 1670 Veiligheidsraad Verenigde Naties
- Resolutie 1678 Veiligheidsraad Verenigde Naties

Lijst ·  1652 ·  1653 ·  1654 ·  1655 ·  1656 ·  1657 ·  1658 ·  1659 ·  1660 ·  1661 ·  1662 ·  1663 ·  1664 ·  1665 ·  1666 ·  1667 ·  1668 ·  1669 ·  1670 ·  1671 ·  1672 ·  1673 ·  1674 ·  1675 ·  1676 ·  1677 ·  1678 ·  1679 ·  1680 ·  1681 ·  1682 ·  1683 ·  1684 ·  1685 ·  1686 ·  1687 ·  1688 ·  1689 ·  1690 ·  1691 ·  1692 ·  1693 ·  1694 ·  1695 ·  1696 ·  1697 ·  1698 ·  1699 ·  1700 ·  1701 ·  1702 ·  1703 ·  1704 ·  1705 ·  1706 ·  1707 ·  1708 ·  1709 ·  1710 ·  1711 ·  1712 ·  1713 ·  1714 ·  1715 ·  1716 ·  1717 ·  1718 ·  1719 ·  1720 ·  1721 ·  1722 ·  1723 ·  1724 ·  1725 ·  1726 ·  1727 ·  1728 ·  1729 ·  1730 ·  1731 ·  1732 ·  1733 ·  1734 ·  1735 ·  1736 ·  1737 ·  1738